# Anna Ottosson
Anna Ottosson (n. 18 mai 1976, Östersund, Comitatul Jämtland, Suedia) este o schioare alpină ce a reprezentat Suedia, medaliată olimpică. A participat la 3 ediții ale Jocurilor Olimpice (1998, 2002, 2006) în care a câștigat o medalie de bronz.